# КК Орадеа
КК Орадеа (рум. CSM Oradea) је румунски кошаркашки клуб из Орадее. У сезони 2018/19. такмичи се у Првој лиги Румуније и у ФИБА Лиги шампиона.

## Историја
Клуб је основан 2003. године. Већ 2005. пробио се до највишег ранга. У сезонама 2015/16, 2017/18. и 2018/19. освајао је национално првенство. Најбољи резултат у Купу Румуније било је финале (сез. 2013/14. и 2015/16.).
На међународну сцену први пут је изашао у сезони 2013/14. учешћем у ФИБА Еврочеленџу, али је испао већ у првој групној фази.

## Успеси

### Национални
- Првенство Румуније:
  - Првак (3): 2016, 2018, 2019.
  - Вицепрвак (1): 2014.

- Куп Румуније:
  - Финалиста (2): 2014, 2016.

## Познатији играчи
- Миха Зупан
- Урош Лучић
- Младен Пантић
- Вујадин Суботић